# Mario Brlečić
Mario Brlečić (Zagabria, 10 gennaio 1989) è un calciatore croato, difensore del Gaj Mače.

## Carriera

### Club
Ha giocato nella massima serie dei campionati croato, sloveno, rumeno, bosniaco ed islandese.

## Palmarès

### Club

#### Competizioni nazionali
- Druga hrvatska nogometna liga: 1

Varaždin: 2018-2019